# Гістеромагматичний мінерал
Гістеромагматичний мінерал (рос. гистеромагматический минерал, англ. hysteromagmatic mineral) — мінерал або мінеральний комплекс утворений з магми на пізній стадії її затвердіння з залишкових розплавів. Магматичні мінеральні системи світового класу характеризуються рідиною / розплавом, що виникають у глибокій корі та мантії.
Породоутворюючими мінералами магматичних порід є мінерали класу силікатів. Це кварц, польові шпати, слюди, амфіболи, піроксени, які в сумі складають близько 93% об’єму порід. 